# Старый (Кировская область)
Старый — кордон в Советском районе Кировской области в составе Лесниковского сельского поселения. 

## География
Находится на левом берегу реки Пижма на расстоянии примерно 14 километров по прямой на запад-северо-запад от районного центра города Советск.

## История
Населенный пункт известен как Борковский кордон с 1905 года с 2 дворами и 13 жителями, в 1926 уже кордон Удельный или Старый с 2 хозяйствами и 7 жителями, в 1950 году отмечено дворов  16 и жителей 30, в 1989 оставалось 18 человек. 

## Население
Постоянное население составляло 4 человека (русские 100%) в 2002 году, 0 в 2010.